# Collegio Germanico-Ungarico
Il Collegio Germanico-Ungarico è un seminario pontificio (nome ufficiale Pontificium Collegium Germanicum et Hungaricum de Urbe abbreviato in Collegium Germanicum et Hungaricum) per il clero secolare inviato a Roma per completare la propria formazione religiosa presso il Collegio Romano.
È stato una delle istituzioni formative più importanti della cattolicità in epoca moderna. 
Fino al 1799 aveva sede in un palazzo vicino a piazza Navona, in piazza Sant'Apollinare. 
Attualmente ha sede in via da Tolentino.

## Storia

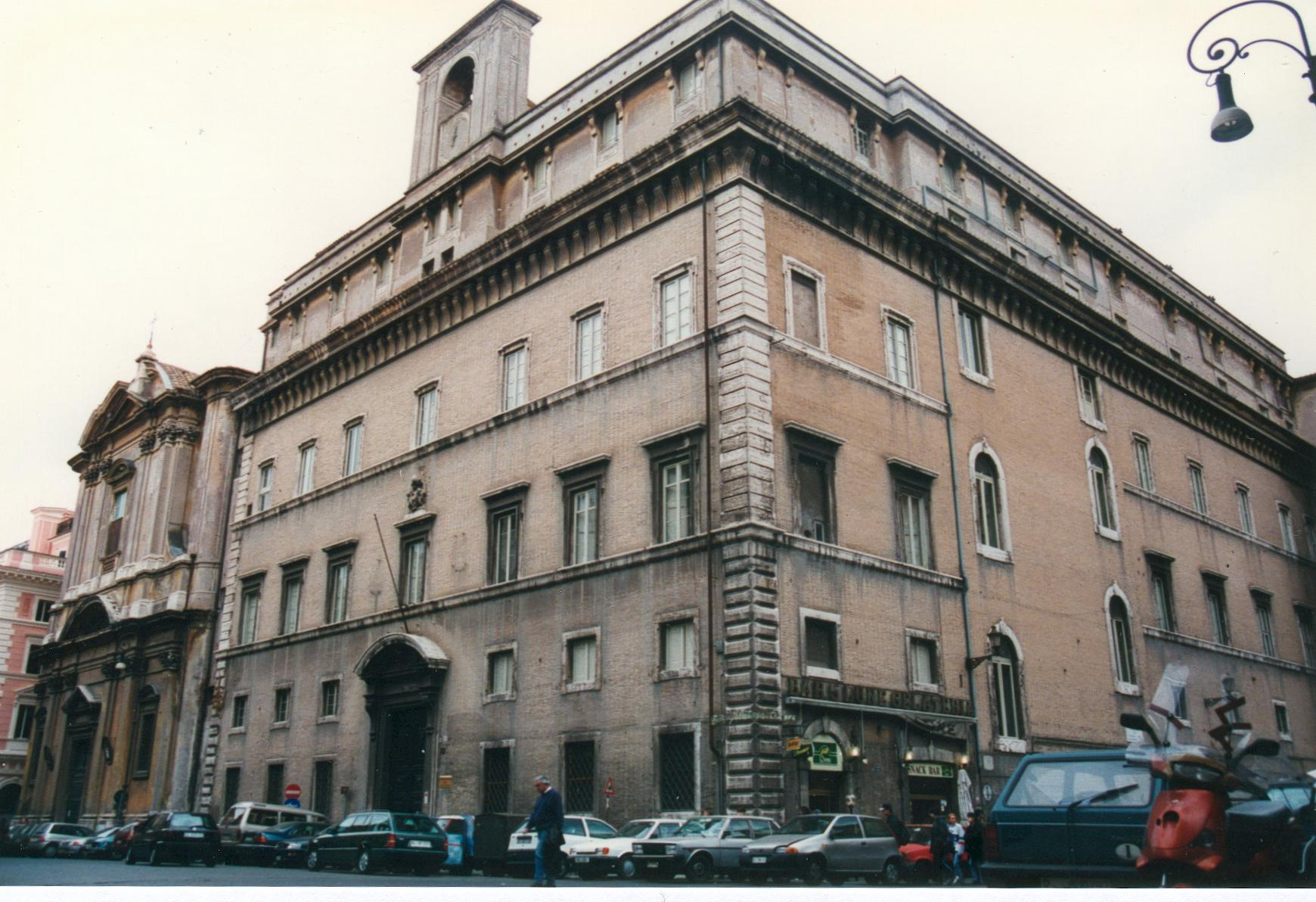
Palazzo del Collegio in piazza Sant'Apollinare, Roma

### 1580-1799
Fu fondato nel 1580 dall'unione dei due precedenti collegi, il Collegio germanico (fondato nel 1552) e il Collegio ungarico (fondato nel 1579 sul modello di quello già esistente a Bologna) con lo scopo di formare il clero destinato all'Europa centrale e settentrionale, dalla Scandinavia alla Croazia e Transilvania.
Il 2 maggio 1770 Wolfgang Amadeus Mozart vi tenne un concerto.
Retto fin dalla fondazione dai padri gesuiti, il collegio nel 1773 passò ai domenicani, in seguito alla soppressione dell'ordine gesuita, e venne utilizzato per la formazione del clero secolare.
Nel 1781 l'Imperatore Giuseppe II proibì ai sacerdoti dei propri domini di studiare all'estero, nel tentativo di fare del protezionismo sui seminari tedeschi. 
L'istituzione venne quindi privata dei suoi studenti nel 1782, anno in cui Giuseppe II istituì il Collegio germanico e ungarico di Pavia vietando ai sudditi di recarsi in università straniere.
Nel collegio studiò prevalentemente l'aristocrazia ecclesiastica dell'Europa settentrionale e centrale; tra il 1552 e il 1914 il collegio ebbe 5228 studenti, dei quali 700 provenienti dal Regno d'Ungheria, così distribuiti: 60 nel XVI secolo, 140 nel XVII secolo, 296 nel XVIII secolo. Durante i primi 202 anni di vita il collegio ospitò circa 600 chierici ungheresi, dei quali 327 solo nel XVIII secolo.

### Dal 1818 ad oggi
Il collegio di Roma venne soppresso, insieme a quello di Pavia, da Napoleone nel 1799. Il collegio di Roma fu riaperto nel 1818 (sotto il governo di Pio VII), mentre gli ungheresi tornarono a frequentarlo solo dal 1844.
L'istituzione venne riorganizzata nel 1824 sotto Leone XII, che lo riconfermò al rinato ordine gesuita, dal quale è ancora oggi amministrata. Durante la prima guerra mondiale la sede del collegio venne trasferita (tra 1915 e 1919) al Collegium Canisianum di Innsbruck.

## Organizzazione pernationes
Prima della soppressione napoleonica gli studenti erano organizzati in nationes: alsaziana, austriaca, bavarese, franca, renana, slesiana, sveva, tirolese, vestfalica, ungarica e croata, ognuna con un santo protettore (santo Stefano re d'Ungheria e san Martino di Tours, rispettivamente, per gli ungheresi e i croati).

## Gli edifici

### Il collegio di Piazza Sant'Apollinare
Il Collegio fino al 1799 aveva sede in un palazzo già appartenuto ai cardinali Napoleone Orsini e Branda Castiglioni, in piazza Sant'Apollinare, oggi sede della Pontificia Università della Santa Croce.
Il palazzo fu riedificato da Ferdinando Fuga nel 1742–1748, per volere del cardinale allora protettore del collegio, Alessandro Albani.
Nel palazzo, decorato con dipinti di Andrea Pozzo, si conservavano anche alcuni ricordi ungheresi: un ritratto di Péter Pázmány, arcivescovo di Esztergom oltre che cardinale protettore del collegio; un dipinto alto quattro metri raffigurante la Fondazione del Collegio ungarico ad opera di Gregorio XIII; alcuni ritratti di illustri prelati ungheresi ex allievi del collegio.

### La chiesa di Sant'Apollinare
Annessa al collegio troviamo la chiesa di Sant’Apollinare, originaria del VII secolo, officiata dal 1284 da un collegio di canonici e parrocchia tra il 1562 e il 1824.
L'edificio, riedificato dal Fuga nel 1742–1748, venne ornato da marmi policromi e sculture di Pierre Legros, Carlo Marchionni, Bernardino Ludovisi e Ercole Graziani, da candelieri dorati di Luigi Valadier, argentiere dei Sacri Palazzi Vaticani, da dipinti di Andrea Pozzo, Placido Costanzi e altri.

### Altre proprietà
Appartennero al collegio altri complessi monumentali quali la chiesa di Santo Stefano Rotondo, quella di Chiesa di Santo Stefano d'Ungheria (o Minore) in Vaticano, l'abbazia di San Saba, oltre ad alcune fattorie e villaggi nella campagna romana.